# Liste der Monuments historiques in La Chaume
Die Liste der Monuments historiques in La Chaume führt die Monuments historiques in der französischen Gemeinde La Chaume auf.

## Liste der Immobilien
| Bezeichnung                    | Beschreibung            | Standort           | Kennzeichnung | Schutzstatus | Datum | Bild           |
| ------------------------------ | ----------------------- | ------------------ | ------------- | ------------ | ----- | -------------- |
| Kirche Assomption-de-la-Vierge | aus dem 13. Jahrhundert | Rue du Pont (Lage) | PA00112209    | Inscrit      | 1950  | weitere Bilder |

## Liste der Objekte
| Bezeichnung     | Beschreibung          | Standort                                     | Kennzeichnung | Schutzstatus | Datum | Bild |
| --------------- | --------------------- | -------------------------------------------- | ------------- | ------------ | ----- | ---- |
| Zwei Adlerpulte | Holz, 17. Jahrhundert | in der Kirche Assomption-de-la-Vierge (Lage) | PM21001345    | Classé       | 1966  |      |